# Kubotan
Ein Kubotan (fälschlicherweise auch Kubaton genannt) ist ein Gegenstand, der als Waffe für den Nahkampf in verschiedenen Kampfkünsten Verwendung finden kann. Es handelt sich um einen kurzen Stab, der in der Faust gehalten wird. Der Umgang mit dem Kubotan wird zur Selbstverteidigung erlernt. Dies wird in verschiedenen Kampfkünsten wie dem Kobudo, Modern Arnis, Krav Maga und Ju-Jutsu, Karate oder Jiu Jitsu unterrichtet. In einigen Staaten wird der Kubotan als Waffe eingestuft (siehe unter „Rechtliches“). Der Tactical Pen ist ein Schreibgerät, das auch als Kubotan eingesetzt werden kann.

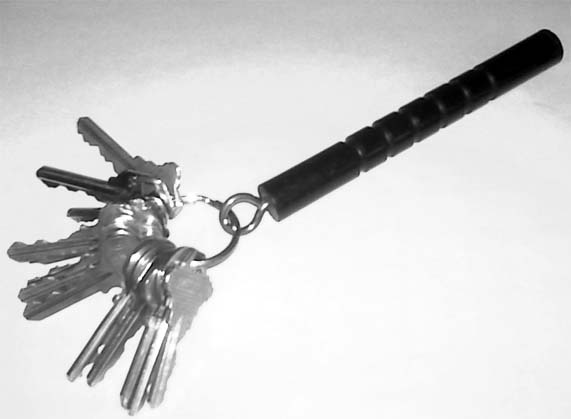
Stumpfer Kubotan

Tactical Pen

## Geschichte
Sōke Takayuki Kubota entwickelte den Kubotan als Schlüsselanhänger zur Selbstverteidigung für die weiblichen Polizisten im Los Angeles Police Department und ließ die Bezeichnung 1978 als Marke schützen.

## Verwendung
Der Kubotan ist ein kurzer Stock, der als Schlüsselanhänger konzipiert ist und als Schlag- und Druckverstärker genutzt wird. Mittels unterschiedlicher Griff- und Schlagvarianten, welche allerdings trainiert werden müssen, kann man starke Schmerzreize beim Gegner auslösen. Bevorzugte Ziele sind unter anderem das Schultergelenk, Ellenbogen, Rippen, bestimmte Nervendruckpunkte sowie Handgelenke. Ein Kubotan sollte einige Zentimeter länger sein, als die Hand des Benutzers breit ist, so dass er, in der Faust gehalten, an beiden Seiten ein wenig übersteht. Die meisten Kubotan sind etwa 13 bis 15 cm lang, die Dicke variiert je nach Material zwischen einem und 2,5 cm. Viele sind zusätzlich mit Rillen für bessere Griffigkeit versehen. Manche Exemplare sind an den Enden angespitzt oder abgerundet. Ein Kubotan besteht in den meisten Fällen aus Aluminium, Holz oder Kunststoff.

## Rechtliches
- Deutschland: Nach einem Feststellungsbescheid des BKA von 2008 zum Waffengesetz zählt der Kubotan nicht zu den Hieb- und Stoßwaffen und ist auch kein verbotener Gegenstand. Er zählt somit nicht als Waffe.[3]
- Österreich: Bei einem aus Metall gefertigten, spitz zulaufenden Kubotan handelt es sich um eine Waffe iS des § 1 Z 1 Waffengesetz 1996.[4]
- Schweiz: Der Kubotan gehört zu den verbotenen Waffen.[5][6]

## Ähnliche Waffen
- Es gibt dem Kubotan ähnliche Waffen wie den Palmstick, die dem Arnis entstammende Dulo-Dulo oder die japanischen Yawara und Tecchū.
- „Tactical Pens“ sind Kugelschreiber in Form eines Kubotans. Sie bestehen in der Regel aus Metall und können zur Selbstverteidigung verwendet werden. Manche „Tactical Pens“ sind zusätzlich als Gurtmesser oder Federkörner einsetzbar.
- Alternativ sind auch andere ähnlich geformte Gegenstände als Ersatz einsetzbar.

## Filme
- Soke Kubotan: The official Kubotan, Rising Sun Video Productions
- George Sylvan: The Persuader Kubotan & Yawara, Rising Sun Video Productions